# Übereinkommen und Statut von Barcelona
Das Übereinkommen und Statut von Barcelona ist ein völkerrechtlicher Vertrag.
Das Übereinkommen wurde am 20. April 1921 in Barcelona geschlossen und regelt den Transit im Reise- und Transportverkehr durch andere Länder.